# 聂绍珉
聂绍珉 (1942年1月—)，河南省宜阳县人，中共党员，燕山大学首任党委书记，中国国务院政府特贴专家，长期从事“锻压设备及其它大型 结构的数值分析和优化”和“塑性成形过程的数值模拟和工艺优化及大型锻件锻造工艺”等方面的研究。

## 生平
1978年在东北重型机械学院攻读硕士学位， 1981年留校任教，1992年升任教授，1985年至1997年任东北重型机械学院副校长，1997年至2003年担任燕山大学党委书记。